# Mihail Moxa
Mihail Moxa (cirílico: Михаил Мoѯа; después de 1550-antes de 1650), también conocido como Mihail Moxalie, y cuyo nombre original era Vasile Moxa, fue un monje ortodoxo, traductor y cronista válaco. Asociado con la región de Oltenia, vivió la mayor parte de su vida en el monasterio de Bistrița, su vida transcurrió en un momento de grave subyugación política al Imperio otomano a la que él, como historiador, se opuso con una versión temprana de nacionalismo rumano. Moxa fue uno de los primeros autores en dominar el uso del rumano como lenguaje literario, en un tiempo en que la educación -también la suya- era llevada a cabo en antiguo eslavo eclesiástico, que aún era el idioma de la corte válaca, o en griego. 
La crónica universal de Moxa, escrita a instancias del obispo Teofil de Râmnicu Vâlcea, fue probablemente la primera de su tipo en la literatura rumana. Moxa se basa en los estándares de la literatura bizantina, especialmente en Constantino Manasés, pero deja traslucir algunos detalles personales. Por ejemplo, su aceptación del heliocentrismo, sus creencias sobre el origen de los rumanos, así como sus alabanzas a los héroes de la lucha contra los otomanos. La obra de Moxa estaba en general menos lograda que las crónicas centradas en la historia local producidas en Moldavia en el siglo anterior (Macarie, Eftimie y Azarie), pero éstas estaban escritas completamente en antiguo eslavónico. Finalizada en 1620, la crónica es el primero de los tres libros supervivientes escritos por el monje. Su producción también incluye un libro litúrgico y una colección legal, Pravila, encomendada por el príncipe válaco Matei Basarab. Pravila fue su única obra que fue impresa en vida del autor, la crónica, preservada en tres manuscritos, solo fue publicada de manera fragmentario después de 1845, y como edición completa, en 1942.

## Biografía y obra escrita
La vida de Moxa coincidió con la subyugación de Valaquia y Moldavia por parte de los otomanos, un estatus de estado cliente que él mismo lamentaba profundamente. No se sabe nada sobre la familia Moxa, aunque se cree que Mihail era de la región de Oltenia, ya que se convirtió en monje en el monasterio de Bistrița, en la archidiócesis de Râmnic. El archimandrita Veniamin Micle, que apoya la teoría de su origen olteno, también informa que su nombre de bautismo era "Vasile", y que de su educación se encargó personalmente  el arzobispo local, Teofil II, quien le dio lecciones de teología, historia y derecho. Dentro de la comunidad científica, el lingüista Alexandru Cihac argumentó que Moxa no era étnicamente rumano, sino de ascendencia mixta rusa y griega. No estuvo de acuerdo en este tema con el historiador Bogdan Petriceicu Hasdeu, aunque este último admitió que el uso que Moxa hacía del rumano parecía indicar que no era su lengua materna, y también que el monje probablemente había sido educado en griego. En un artículo de 1922, el historiador Nicolae Iorga planteó la hipótesis de que era de origen arrumano. Moxa también tenía un sólido conocimiento del eslavo, traduciendo textos religiosos al rumano con un estilo que otros críticos han elogiado como colorido y fluido.
Moxa compiló la primera crónica existente en rumano, De-nceputul lumiei de-ntâiu ("El comienzo del primer mundo"). Escrita a instancias de Teofil, su publicación coincide con los primeros movimientos sostenidos para emancipar a los círculos intelectuales rumanos de su dependencia tradicional del eslavo. Como observó el erudito Laurențiu Vlad, la obra de Moxa tiene una tabla cronológica que es casi idéntica a la utilizada en Moldavia por Pedro el Cojo, que data de 1588. El documento de Pedro es posiblemente la primera vez que se adoptó la lengua del pueblo, aunque en una "forma estereotipada", para escribir la historia. Según Iorga, la contribución de Moxa, aunque pionera, no logró competir con la escuela de historiografía moldava, que ya había producido numerosas y originales obras en forma eslava. Los válacos se quedaron muy atrás, especialmente porque Moxa todavía no centraba su atención en la historia nacional.
El prólogo de Moxa a su crónica es de 1588. Su epílogo (considerado por Micle como "extraordinariamente bello") aclara que fue completado en septiembre de 1620. El texto central del libro invita a debates sobre la originalidad: como observó el crítico literario Răzvan Voncu en 2021, Moxa fue un "compilador", activo en una época marcada por "la supremacía absoluta de las imitaciones y la no conceptualización del plagio". Teniendo esto en cuenta, la crónica de Moxa sigue siendo una crónica medieval tardía de "muy buena reputación". Según Cihac, partes del texto son traducciones exactas de una crónica bizantina del siglo XII de Manasés. La afirmación de que Moxa había copiado servilmente de un relato de Manasés (en prosa eslava) también fue presentada por el bibliólogo Nicolae Cartojan, quien más tarde se corrigió a sí mismo, identificando otras fuentes que se utilizaron en el esfuerzo de compilación de Moxa.
Micle sugiere de manera similar que la obra en su conjunto, que tiene dos secciones y 99 capítulos, integraba historias del Antiguo Testamento, junto con relatos tomados directamente de Josefo, Simeón Logoteta, Juan Zonaras, Juan Chortasmenos y Eutimio de Tarnovo. El eslavista G. Mihăilă identifica seis textos eslavónicos o, en términos más generales, eslavos, que se incluyeron en la síntesis rumana (incluida una traducción específica de Manasés, hecha en "búlgaro medio"), mientras que Vlad, que identifica diez de estas obras, propone que Moxa conocía a Josefo a través de una traducción serbia. El historiador Mihai Berza señala que la mayor parte de las influencias fueron autores bizantinos menores, de la variedad menos erudita. Según Berza, estas eran las fuentes más apreciadas por los eslavos del sur, cuya influencia en la cultura rumana todavía era directa y significativa en el siglo XVII.
Vlad propone que la crónica de Moxa "rompe los cánones de los textos eclesiásticos", siendo generalmente ecléctica. Moxa sigue siendo conocido por su cosmografía original, que aceptaba el heliocentrismo; según el erudito Barbu Lăzăreanu, esto es una indicación probable de que Moxa tuvo algún contacto con obras "subversivas" de Nicolás Copérnico y Giordano Bruno. El fragmento es inusual porque muestra "al Dios del Antiguo y Nuevo Testamento bautizando sus estrellas con los nombres de deidades olímpicas". La crónica también se destaca por su perspectiva atípica sobre el origen de los rumanos: a lo largo de la obra, Moxa se refiere al pueblo romano no solo como antepasados de los válacos, sino también como "rumanos" a sí mismos. Era al menos en pequeña medida consciente de la historiografía eslava existente en Moldavia, ya que (como argumenta Iorga) tomó prestada su datación de la fundación de Moldavia de tales fuentes.
Más allá de la genealogía romano-rumana, la terminología étnica de Moxa sigue siendo oscura: en consonancia con la indiferencia cultivada de los bizantinos hacia los orígenes exactos de los no cristianos, utiliza "turcos" para referirse a los otomanos, pero también a los partos, seléucidas, húngaros y, ocasionalmente, a los árabes (aunque estos últimos también son designados como "aravos", "agarenos" y "cărăimani"). El tratamiento que Moxa da a la historia militar bizantina da pie a una serie de confusiones, que estaban presentes en sus fuentes o fueron sus propias interpretaciones erróneas. Por ello, al describir la guerra bizantino-búlgara de 894-896, atribuye erróneamente a los primeros húngaros la condición de enemigos de los bizantinos. También parece ignorar que León VI estaba involucrado en una guerra paralela con los árabes. El monje difunde sus propias reflexiones sobre las guerras otomanas en Europa, elogiando a figuras históricas como Mircea el Viejo, Esteban el Grande y Juan Hunyadi (o Iancu Voivode) por su éxito en frenar la invasión otomana. Su crónica termina con comentarios sobre el terremoto de Constantinopla de 1509, que Moxa consideró como un presagio que anunciaba la eventual decadencia otomana.
Mientras que Iorga sostiene que la crónica de Moxa era «buscada en todos los países rumanos», Vlad sugiere que la narración solo podía tener la esperanza de ser leída por un «público restringido». Según Micle, Moxa aún logró elevar la escuela preexistente de copistas y escritores de Bistrița, convirtiéndola en un centro de la literatura rumana temprana. Iorga sostiene que Moxa puede ser el autor no acreditado de una breve crónica de temática válaca, que solo se conserva en una traducción latina del filósofo Franz Xavier de Peyachevich. La otra obra conocida del monje incluye un libro litúrgico, o Liturghierul, completado más tarde en la década de 1620. Su Pravila, un libro de fuentes de leyes, se imprimió en 1640, a expensas del príncipe Matei Basarab, y lleva las bendiciones explícitas de Teofil. Se basó estrechamente en los nomocánones bizantinos, tal como pasaron a través de un intermediario eslavo, pero sigue siendo reconocido como el "primer libro de leyes en la lengua vernácula del país". Organizado para su impresión por Meletie Macedoneanul en Govora, Pravila llevaba un blasón del poeta de la corte de Valaquia Udriște Năsturel. Sigue siendo el único libro de Moxa que se imprimió en su entorno cultural inmediato: aparecieron tres ediciones, una de ellas dirigida específicamente a la comunidad rumana ortodoxa de la vecina Transilvania.

## Legado
La crónica de Moxa, de la que existen tres copias manuscritas independientes, fue descubierta en 1845 por un eslavista ruso, Víctor Grigórovich. Esta versión se conserva en la Biblioteca Estatal Rusa de Moscú. Grigórovich seleccionó los siete capítulos finales para su publicación en Kazán en 1859. Esta selección fue leída por el búlgaro Georgi Sava Rakovski, quien luego publicó fragmentos más pequeños de la crónica en el Principado de Serbia. El manuscrito de Moscú fue transcrito por un historiador rumano visitante, Grigore Tocilescu, quien le entregó a Hasdeu su copia. Los fragmentos fueron impresos por primera vez en 1878 por Hasdeu, como parte del libro de consulta Cuvinte den bătrăni. Esta versión se destacó por seguir utilizando el tipo cirílico después de que se hubiera adoptado el alfabeto rumano. También se cree que inspiró al poeta Mihai Eminescu a escribir Scrisoarea III, o, más específicamente, la parte del poema que detalla la lucha de Mircea el Viejo contra los otomanos en Rovine.
El esfuerzo de Hasdeu fue seguido en 1897 por una reimpresión de Liturghierul, que había sido redescubierto por I. G. Sbiera; el manuscrito original se conserva actualmente en el Museo Británico, y fue estudiado en 1975 por el historiador Dennis Deletant. Una edición completa de la crónica, editada por Nicolae Simache y Tr. Cristescu, apareció en Buzău en 1942. Casi inmediatamente después, otro manuscrito de la crónica, posiblemente escrito en el siglo XVIII por el padre Stanciu del monasterio de Antim, fue descubierto por el folclorista Constantin S. Nicolăescu-Plopșor, que lo publicó en Craiova. Tanto esta versión como otra descubierta en 1971 en Iași parecen basarse en un manuscrito perdido, que es algo diferente del conservado en Moscú. En 1989 se realizó otra reimpresión completa, con Mihăilă como curador. Seleccionó el manuscrito más preciso cronológicamente entre los tres principales.
Una calle en el centro de Bucarest, cerca de Calea Victoriei, lleva el nombre de Moxa. Originalmente era llamada Barbu Catargiu, pero el régimen comunista, al considerar inaceptable que la calle llevara el nombre del conservador defensor de los terratenientes, lo reemplazó por el cronista, una opción menos ofensiva.